# شکریه بارکزی
شکریه بارکزی (زادهٔ ۱۹۷۲ (۵۲–۵۳ سال)) یک سیاست‌مدار و دیپلمات اهل افغانستان است. او عضو ولسی جرگه (مجلس نمایندگان) افغانستان از طرف مردم کابل است. پیش از این رئیس مؤسسهٔ زنان آسیا، عضو کمیسیون تدوین قانون اساسی، مؤسس انجمن زنان ژورنالیست افغان، نمایندهٔ مردم در دوره پانزدهم و شانزدهم مجلس نمایندگان، مدیر مسئول هفته نامه «آئینه زن»، صاحب امتیاز «روزنامهٔ ترقی» و رئیس بنیاد شکریه بارکزی بوده‌است.

## زندگی
شکریه در سال ۱۹۷۰ در کابل افغانستان متولد شد، نسل او به «بارکزایی‌ها» دودمانی که در افغانستان میان سالهای ۱۸۲۶ تا ۱۹۷۳ حاکم بود بازمی‌گردد. همسرش عبدالغفار داوی می‌باشد که در حوت/اسفند ۱۳۹۵ از سوی دادستانی کل افغانستان به جرم اختلاس میلیون‌ها دلار از طریق شرکت نفت داوی به زندان پلچرخی کابل انتقال داده شد.

## فعالیت سیاسی
شکریه بارکزی در ماه قوس (آذر) ۱۳۹۴ طی حکمی از طرف اشرف غنی در حالی که نماینده پارلمان بود به عنوان سفیر افغانستان در نروژ تعیین شد.